# 57P/du Toit-Néouïmine-Delporte
Pour les articles homonymes, voir Comète Néouïmine.
La comète 57P/du Toit-Neujmin-Delporte est une comète périodique du système solaire découverte en 1941.
Elle fut découverte simultanément par quatre astronomes. La découverte ayant eu lieu durant la Seconde Guerre mondiale, sa reconnaissance fut compliquée par des difficultés de communication.
Le Sud-Africain Daniel du Toit (Observatoire de l'Union) découvrit la comète le 18 juillet 1941. Son message n'atteignit son employeur (Harvard Colleg Observatory) que le 27 juillet. Le Soviétique Grigori Néouïmine (Observatoire de Simeïz) découvrit la comète sur une plaque photographique le 25 juillet. Il confirma sa propre découverte le 29 juillet. Cependant le message de Moscou prit 20 jours pour atteindre Harvard. L'annonce officielle de la découverte de la comète eu finalement lieu le 20 août 1941. Quelques jours plus tard on apprit que le Belge Eugène Joseph Delporte (Observatoire d'Uccle) avait découvert la comète le 19 juillet. Eugène Delporte ne put signaler sa découverte qu'après avoir obtenu une autorisation militaire spéciale. Son nom fut ajouté à la liste des découvreurs.
Quelques semaines plus tard, Harvard reçut l'information selon laquelle l'Allemand Paul Ahnert (Observatoire de Sonneberg) avait observé la comète le 22 juillet. Il était cependant trop tard pour reconnaître sa contribution. 
La comète 57P/du toit-Neujmin-Delporte ne fut pas visible lors de ses deux premiers passages suivants en 1952 et en 1958. 
Des nouveaux calculs permirent sa redécouverte en 1970.  En 1996 la comète apparut avec une magnitude de 11,8.  Ce fut l'apparition la plus lumineuse depuis 1941 où celle-ci était de 9.
En juillet 2002, on observa au moins 19 morceaux qui s'étaient détachés du noyau. Il est à remarquer qu'à ce moment-là, la comète était à une plus grande distance du Soleil que Mars.